# Keppervaarat
Keppervaarat är kullar i Finland.   De ligger i landskapet Lappland, i den norra delen av landet, 800 km norr om huvudstaden Helsingfors.
Keppervaarat sträcker sig 21,2 km i nord-sydlig riktning. Den högsta toppen är Karhutunturi, 518 meter över havet.
Topografiskt ingår följande toppar i Keppervaarat:
- Jauratus
- Karhutunturi
- Takatunturi